# Michail Petrovič Nastjukov

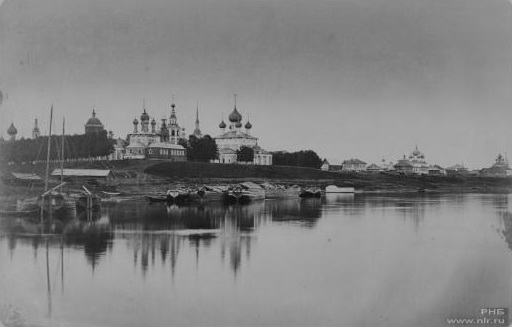
Мěsto Uglič (Jaroslavská gubernie) z alba Scenérie oblastí podél Volhy z Tveru do Kazaně, 1867

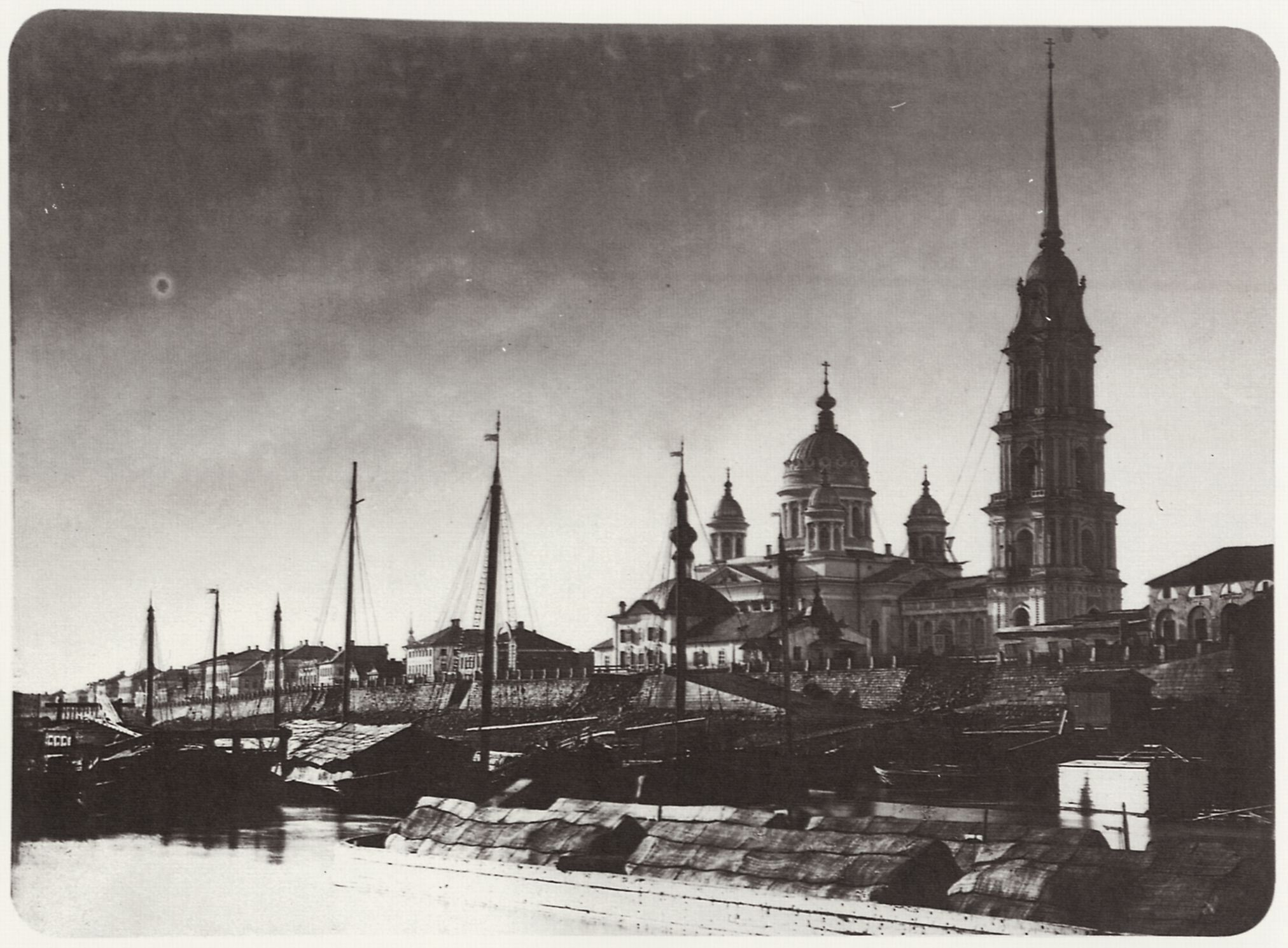
Rybinsk

Michail Petrovič Nastjukov byl ruský fotograf působící v 19. století, čestný občan, moskevský cechovní mistr malby.

## Životopis
Studoval na Carské akademii umění v Petrohradě. Fotografoval od roku 1858. V roce 1860 založil firmu v Nižním Novgorodu, v roce 1862 v Moskvě. V polovině 60. let měl také pobočku v Kostromě. Na veletrhu v Nižním Novgorodu v roce 1863 provozoval stánek s fotografiemi, který navštívil cesarevič Alexandr III. Alexandrovič. Poté fotograf otevřel salón na adrese Bolšaja Pokrovka v Golikovově domě, kde pracoval až do roku 1877. Od roku 1868 byl pod záštitou dědice careviče Alexandra III. Alexandroviče, kterého v roce 1869 doprovázel na cestě po zemi. Z významných fotografů u Nastjukova studovali jako učni Andrej Karelin a Maxim Petrovič Dmitrijev.
Nastjukov fotografoval v dubnu 1879 velkou povodeň v Moskvě. Album s pouličními snímky během povodní bylo věnováno generálnímu guvernérovi V. A. Dolgorukovi.
Je autorem fotografických alb :
- 1866–1867 – „Scenérie oblastí podél Volhy z Tveru do Kazaně“ – jedna z nejstarších památek ruské pohlednicové fotografie.
- 1873 – „Fotografické album památek starověkého ruského umění“ na objednávku Akademie umění.
- 1879 – Série fotografií o povodni v Moskvě.
- 1883 – „Skupina Volosťských předáků, kteří se v květnu 1883 zúčastnili oslav moskevské korunovace císařských majestátů.“

V roce 1870 získal stříbrnou medaili „za zdárně provedené pohledy na různé ruské regiony“ na Celoruské průmyslové výstavě. Ke konci své kariéry se Nastjukov účastnil s portréty na Moskevské fotografické výstavě roku 1882. V květnu 1882 byla pohřbena na hřbitově Vagankovského fotografova manželka Anna Fedorovna Nastjukova.
Poslední veřejná zpráva o práci Nastjukovova studia se objevila v srpnu 1883. Na základě vzpomínek umělce A. P. Bogolyubova Nastjukov svojí firmu prodal.

## Adresy ateliérů M. P. Nastjukova
- od roku 1862 – Moskva, v Michajlovově domě
- od roku 1869 v letních měsících – Nižnij Novgorod, veletrh, „ve fotografické linii“ a na ulici Bolšaja Pokrovka, v domě Golikova
- od roku 1870 – Moskva, v domě Poznjakova
- od 15. prosince 1875 – Moskva, v domě Belova
- od prosince 1877 – Moskva, v domě Uměleckoprůmyslového muzea na Stroganově střední škole technické kresby
- 1883 – přibližný rok ukončení profesionální činnosti

## Galerie

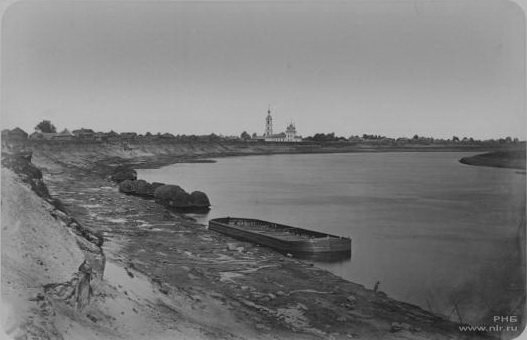
Mologa
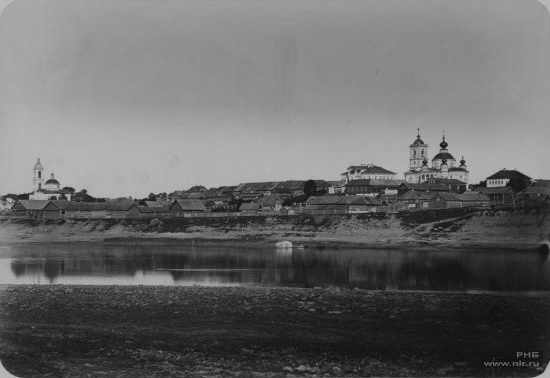
Myškin
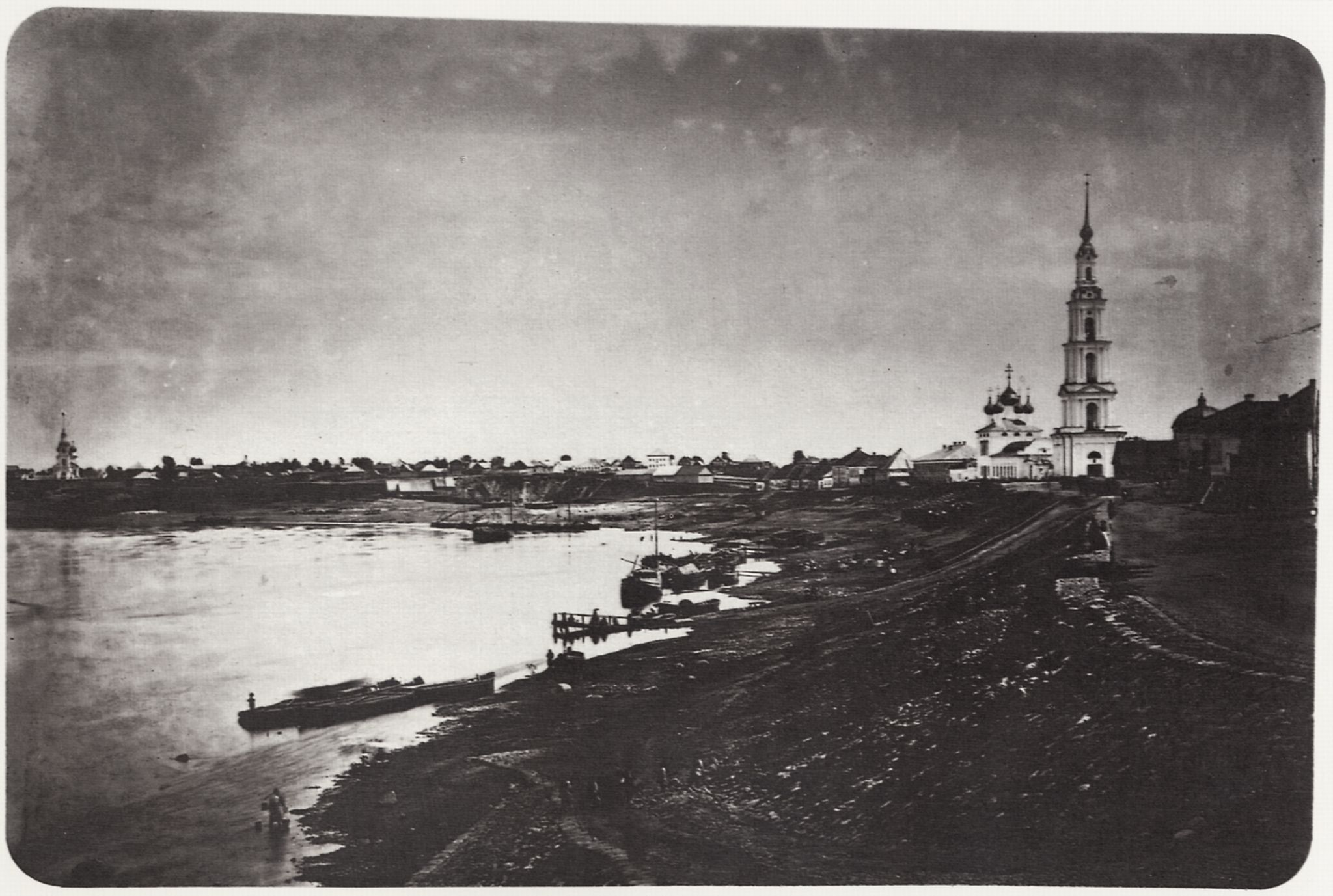
Kaljazin
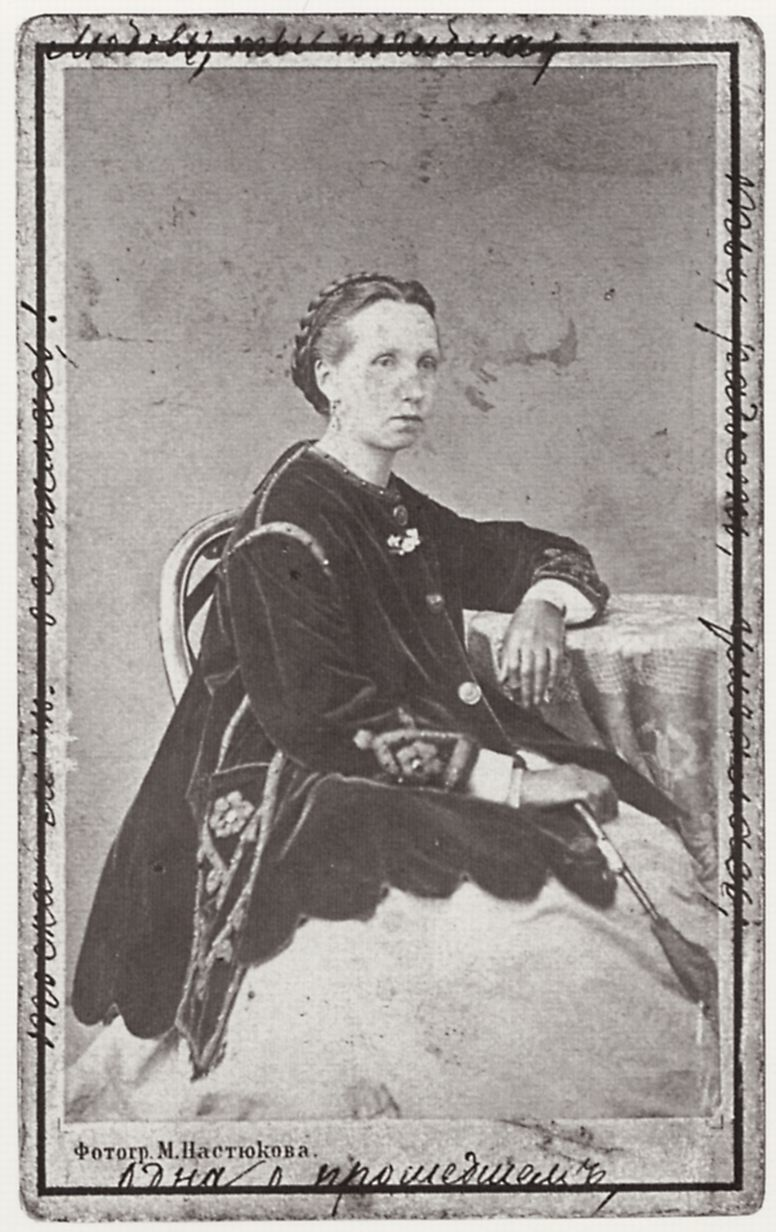
Portrét neznámé ženy s ručně psaným věnováním
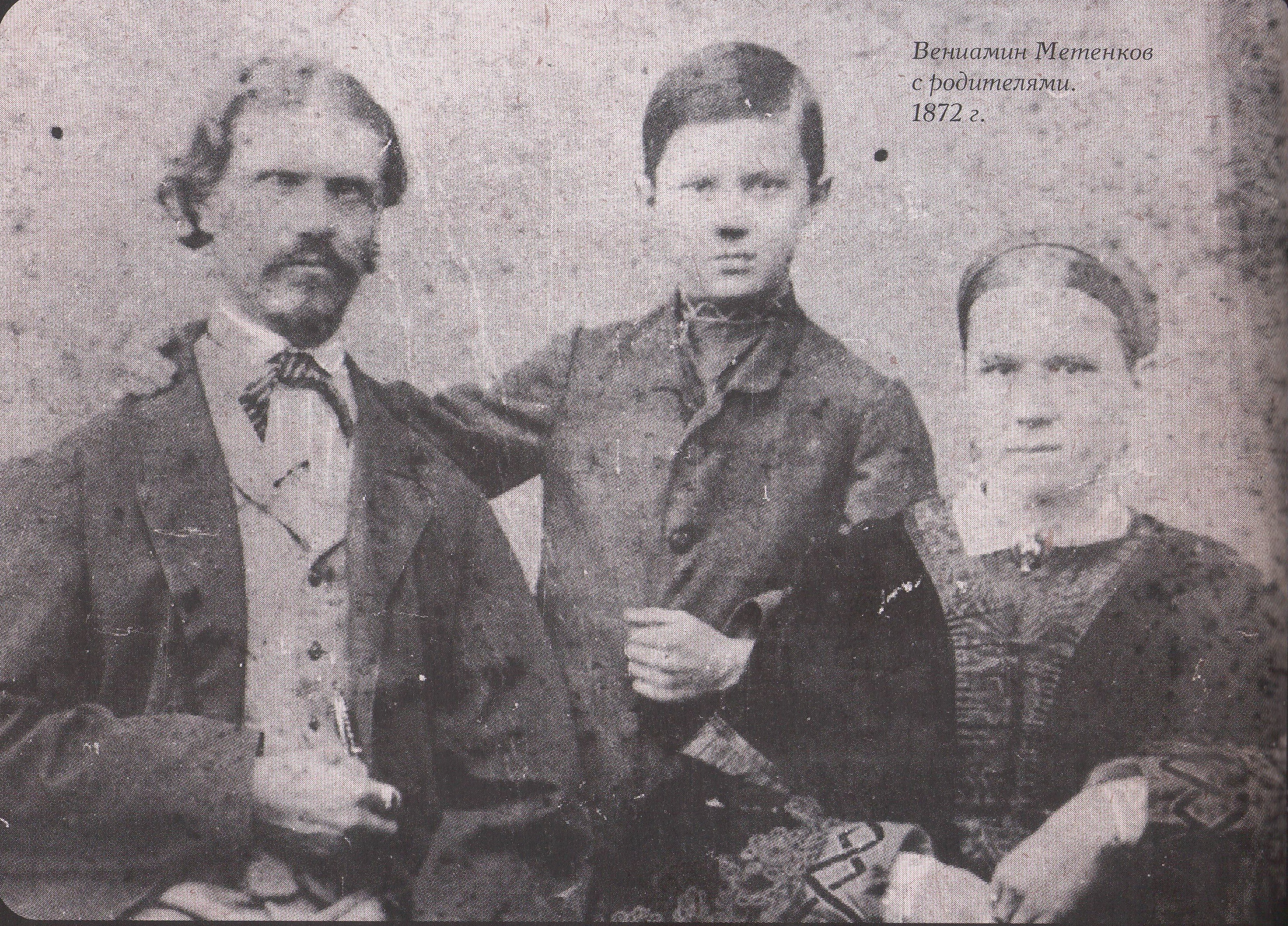
V. L. Metenkov
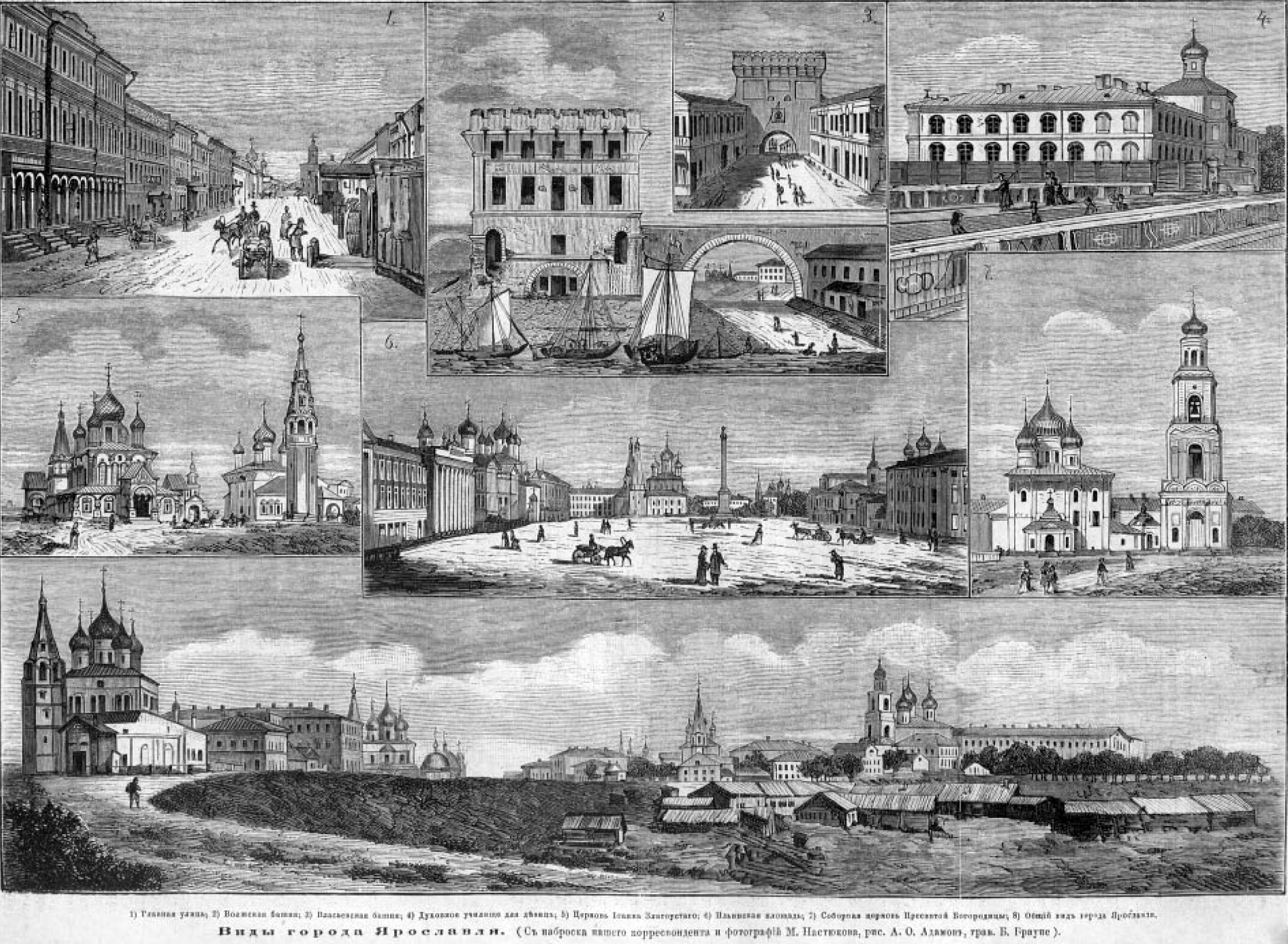
Pohlednice města Jaroslavl